# Panulirus interruptus
Panulirus interruptus là một loài tôm rồng được tìm thấy ở bờ biển miền đông Thái Bình Dương. Nó thường phát triển đến chiều dài 30 cm (12 in), cơ thể màu hơi đỏ-nâu, với một cặp râu lớn, không có càng.
Con cái ôm khoảng 680,000 trứng, sau 10 tuần trứng nở ra các ấu trùng phyllosoma dẹp. Các ấu trùng ăn sinh vật phù du trước khi biến thái thành dạng tôm non. Con trưởng thành sống về đêm và di trú, sống giữa các tảng đá ở độ sâu 65 m (213 ft), ăn cầu gai, nghêu, trai và giun. Nhiều loài cá, bạch tuộc và rái cá biển săn P. interruptus. Panulirus interruptus bị đánh bắt thương mại và giải trí ở cả Mexico và Hoa Kỳ.

## Mô tả
Panulirus interruptus có hai râu lớn nhưng không có càng. Đây là một trong các loài tôm rồng lớn nhất, có thể đạt chiều dài 60 xentimét (24 in), nhưng thường không vượt quá 30 cm (12 in). Con đực có thể nặng tới 12 kilôgam (26 lb). Mặt trên cơ thể màu đỏ nâu, không có sọc hay đốm như các loài tôm rồng khác. Chân có màu tương tự, nhưng có sọc nhạt màu chạy dọc theo chiều dài chân.
Con đực và cái có thể được phân biệt bởi vị trí của hai vòng sinh dục mở (gonopore). Ở con cái, chúng nằm ở cặp chân đi (pereiopod) thứ ba, còn con đực chúng nằm ở cặp chân đi thứ năm (và cũng là cuối cùng). Cặp chân bơi thứ năm của con cái trưởng thành có càng nhỏ, và chân bơi lớn.

## Phân bố
Panulirus interruptus được tìm thấy ở các phần Vịnh California, và dọc theo bờ biển Thái Bình Dương thuộc bán đảo Baja California, mở rộng xa về phía bắc đến vịnh San Luis Obispo, California. Thỉnh thoảng chúng cũng xuất hiện ở vịnh Monterey, nhưng nước ở đó quá lạnh để chúng sinh sản, và các con trưởng thành ở Trung California được cho rằng đã đến đây khi còn là ấu trùng vào các năm El Niño.
Panulirus interruptus sống ở nơi có chất nền là đá, ở độ sâu 65 mét (213 ft). Tuy chúng có thể có mặt ở các vùng nước nông, gồm cả hồ thủy triều, chúng luôn thích sống ở các vùng nước sâu hơn. Con chưa trưởng thành nói chung sinh sống ở vùng nhiều đá có độ sâu 0–4 m (0–13 ft) với thực vật che phủ, đặc biệt là Phyllospadix torreyi.